# Nnamdi Oduamadi
Nnamdi Chidiebere Oduamadi mais conhecido como Odu (Lagos, 17 de outubro de 1990) é um futebolista nigeriano que atua como atacante.

## Carreira em Clubes
Oduamadi começou a jogar futebol na Academia Pepsi de Futebol aos 7 anos de idade. Deixou seu país natal em 2008 para juntar-se ao Milan.
No início do temporada 2010-11, o Milan anunciou que parte dos direitos de Oduamadi foram comprados pela Genoa, mas permaneceu em Milão. Fez sua estréia oficial pelo clube no campeonato italiano no jogo contra o Catania, em 18 de setembro de 2010, estreando no jogo nos últimos minutos.

## Carreira Internacional
Chamado pela Seleção da Nigéria para participar do Campeonato Mundial de Futebol Sub-20 de 2009, mas foi cortado da escalação final devido a uma contusão.

## Estátisticas
Desde 18 de setembro de 2010.
| Time           | Temporada      | Liga Italiana | Liga Italiana | Copa da Italia | Copa da Italia | Competições Européias1 | Competições Européias1 | Outros Torneios2 | Outros Torneios2 | Total | Total |
| Time           | Temporada      | Apas          | Gols          | Apas           | Gols           | Apas                   | Gols                   | Apas             | Goals            | Apas  | Gols  |
| -------------- | -------------- | ------------- | ------------- | -------------- | -------------- | ---------------------- | ---------------------- | ---------------- | ---------------- | ----- | ----- |
| Milan          | 2010–11        | 1             | 0             | 0              | 0              | 0                      | 0                      | –                | –                | 1     | 0     |
| Números totais | Números totais | 1             | 0             | 0              | 0              | 0                      | 0                      | 0                | 0                | 1     | 0     |

1Incluindo competições européias como a Liga dos Campeões da UEFA.

2Não foram incluídos outros tipos de torneios acima.